# Lunavada (stato)
Lo Stato di Lunavada (detto anche Stato di Lunawada) fu uno stato principesco del subcontinente indiano, avente per capitale Lunavada.

## Storia
Secondo una tradizione non accreditata dagli storici, lo stato sarebbe stato fondato in una sua prima forma attorno ai primi decenni del XIII secolo dai discendenti di Sidhraj, raja di Anhilwara Patan, come stato vassallo di Virpur. Nel 1434, ad ogni modo rana Bhimsinghji spostò la capitale a Lunavada sull'altra sponda del fiume Mahi, fatto che diede significativamente origine allo stato. Prima della fondazione della città, l'area era controllato dallo stato di Sant, governato dai Rajput della dinastia Puwar.
Nel 1826 lo stato di Lunavada divenne un protettorato britannico e venne inserito nell'Agenzia di Rewa Kantha. La capitale era il villaggio di Lunavada. Il censimento del 1901 registrò una popolazione diminuita del 28% rispetto al decennio precedente a causa della carestia che colpì l'area.

## Governanti
I governanti ebbero il titolo di rana e vennero loro accordati 9 colpi di cannone a salve come saluto nelle occasioni ufficiali.

### Rana
- 1674 - 1711                Bir Singh                          (m. 1711)
- 1711 - 1735                Nar Singh                          (m. 1735)
- 1735 - 1757                Wakhat Singh                       (m. 1757)
- 1757 - 1782                Dip Singh                          (m. 1782)
- 1782 - 1786                Durjan Singh                       (m. 1786)
- 1786                       Jagat Singh
- 1786 - 1818                Partab Singh
- 1818 - 1849                Fateh Singh                        (m. 1849)
- 1849 - 1851                Dalpat Singh                       (m. 1851)

1851 - 1852                interregno
- 1852 - giugno 1867            Dalil Singh                        (m. 1867)
- 31 ottobre 1867 – 27 aprile 1929  Wakhat Singh Dalil Singh           (n. 1860 - m. 1929) (dal 25 maggio 1889, Sir Wakhat Singh Dalil Singh)
- 27 aprile 1929 – 15 agosto 1947  Virbhadra Singh Ranjit Singh       (n. 1910 - m. 1986)